# BATTER UP
"BATTER UP"은 대한민국의 걸 그룹 베이비몬스터의 데뷔곡이다. 2023년 11월 27일 YG 엔터테인먼트를 통해 발매되었다. 2024년 8월 16일 일본어 버전이 YGEX를 통해 발매되었다.

## 배경 및 발매
2022년 12월 30일, YG 엔터테인먼트는 티저 포스터를 공개하며 다가오는 새 걸그룹 베이비몬스터를 발표했다. 2023년, 일곱 멤버들은 리얼리티 쇼 '라스트 에볼루션'에서 소개되었고, 그해 9월 그룹이 데뷔할 것이라고 발표되었다. 데뷔 예정월 이후인 11월 10일, YG 엔터테인먼트는 11월 27일 데뷔일을 확정했다. 열흘 후, 디지털 싱글 "BATTER UP"이 베이비몬스터의 데뷔작으로 발표되었다. 11월 24일, 뮤직 비디오의 티저가 공개되었다.

## 구성
"BATTER UP"은 재러드 리, 양현석, 베이비몬스터 멤버 아사, 트레저 멤버 최현석, 악동뮤지션 멤버 이찬혁, 작곡 팀 Where the Noise, BigTone이 작사했고, 채즈 미샨, 양현석, Dee.P, 재러드 리, 아사가 작곡했다. 이 곡은 YG 엔터테인먼트의 특징인 "힙합과 트랩" 사운드를 담고 있다고 묘사된다.

## 비평가 반응
| 전문가 평가          | 전문가 평가 |
| 평가 점수            | 평가 점수   |
| 출처                 | 점수        |
| -------------------- | ----------- |
| 이즘                 | [ 9 ]       |
| 뉴 뮤지컬 익스프레스 | [ 10 ]      |

데일리 스포츠의 유수희는 그룹이 선배 그룹 2NE1과 BLACKPINK와는 다른 명확한 정체성을 확립하는 데 실패했다고 평가하며, 이 노래가 "익숙한 맛이지만, 진정으로 사로잡기에는 충분하지 않다"고 썼다. 뉴 뮤지컬 익스프레스의 리안 데일리는 이 노래에 별 5개 중 2개를 주며 "지루한 공식"과 "게으른 작곡"이라고 평했고, "심지어 트랙의 중독성 있는 부분으로 분명히 의도된 순간에도 약하게 느껴지며 지속적인 인상을 남기지 않는다"고 언급했다.

## 수상
| 시상식               | 연도 | 부문                                 | 결과 | Ref.   |
| -------------------- | ---- | ------------------------------------ | ---- | ------ |
| 써클차트 뮤직 어워즈 | 2024 | 올해의 신인상 – 글로벌 스트리밍      | 수상 | [ 12 ] |
| 써클차트 뮤직 어워즈 | 2024 | 올해의 신인상 – 스트리밍 고유 청취자 | 후보 | [ 12 ] |

## 차트
| 차트 (2023)                         | 최고 순위 |
| ----------------------------------- | --------- |
| 글로벌 200 (빌보드)                 | 101       |
| 홍콩 (빌보드)                       | 22        |
| 인도네시아 (빌보드)                 | 14        |
| 일본 (재팬 핫 100)                  | 100       |
| 일본 히트시커스 (빌보드 재팬)       | 7         |
| 말레이시아 (빌보드)                 | 9         |
| 네덜란드 (글로벌 탑 40)             | 14        |
| 뉴질랜드 핫 싱글 (RMNZ)             | 14        |
| 싱가포르 (RIAS)                     | 10        |
| 대한민국 (써클)                     | 123       |
| 대만 (빌보드)                       | 7         |
| 미국 월드 디지털 송 세일즈 (빌보드) | 5         |
| 베트남 (베트남 핫 100)              | 14        |

| 차트 (2023)     | 순위 |
| --------------- | ---- |
| 대한민국 (써클) | 172  |

## 발매 역사
| 지역      | 날짜             | 형식                     | 버전     | 레이블    | 참고   |
| --------- | ---------------- | ------------------------ | -------- | --------- | ------ |
| 여러 지역 | 2023년 11월 27일 | 디지털 다운로드 스트리밍 | 원곡     | YG        |        |
| 여러 지역 | 2024년 4월 1일   | 디지털 다운로드 스트리밍 | 7인 버전 | YG        |        |
| 여러 지역 | 2024년 8월 16일  | 디지털 다운로드 스트리밍 | 일본어   | 소니 재팬 | [ 27 ] |
| 여러 지역 | 2024년 11월 1일  | 디지털 다운로드 스트리밍 | 리믹스   | YG        | [ 28 ] |